# Togian-Hirscheber
Der Togian-Hirscheber (Babyrousa togeanensis) ist eine Art der Hirscheber (Gattung Babyrousa). Er gilt als stark gefährdet und ist nur von den Sulawesi vorgelagerten Togianinseln bekannt.

## Merkmale
Der Togian-Hirscheber scheint Schädelvergleichen zufolge die größte lebende Art der Hirscheber zu sein. Allerdings liegen keine direkten Messdaten der Gesamtkörpergröße vor. Die Art unterscheidet sich vom Sulawesi-Hirscheber durch die stark behaarte Schwanzquaste. Wie bei diesem ist die Haut nur sehr spärlich behaart. Die dritte lebende Art, der Molukken-Hirscheber, ist dagegen deutlich stärker behaart. Das auffälligste Merkmal sind die Eckzähne des Oberkiefers, die wie bei allen Hirschebern durch die Haut nach oben ins Freie stoßen. Im Vergleich zu den anderen Hirscheber-Arten sind diese jedoch nicht bogenförmig nach hinten gebogen, sondern relativ kurz und nach vorne gekrümmt. Darüber hinaus bestehen Unterschiede im Bau der Backenzähne.

## Verbreitung

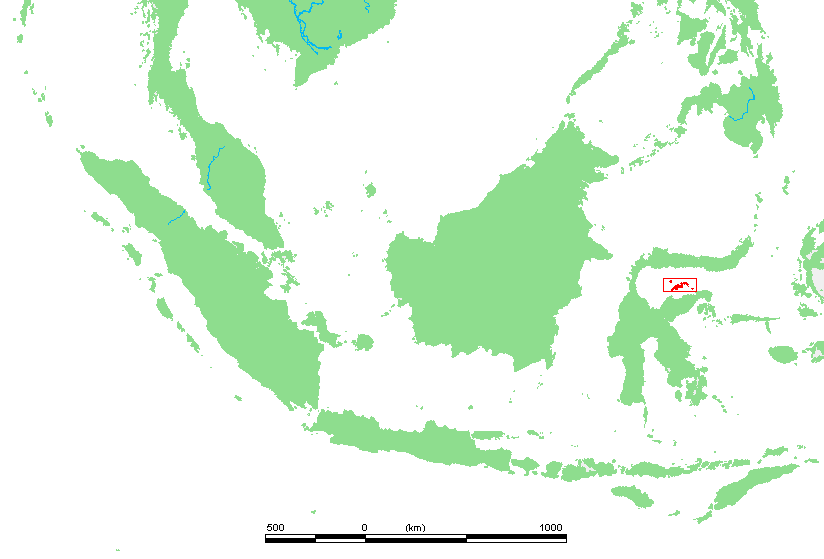
Die Togianinseln bei Sulawesi

Der Togian-Hirscheber kommt nur auf den zu Indonesien gehörigen Togianinseln bei Sulawesi vor. Man findet ihn hier auf Batudaka, Togian, Talatakoh und Malenge. Spuren wurden zudem auf der nördlich von Togain gelegenen kleinen Insel Kadidiri gefunden. Die Inseln sind seit 12.000 Jahren von Sulawesi getrennt. Unklar ist, ob die Hirscheber Togians nah mit den Hirschebern verwandt sind, die auf dem östlichen Arm Sulawesis leben. Möglicherweise wurden die Tiere vom Menschen auf die Togianinseln verbracht oder erreichten diese schwimmend.

## Lebensweise
Über die Lebensweise ist wenig bekannt. Wie andere Hirscheber bewohnt er tropische Regenwälder und bevorzugt dabei die Ufer von Flüssen und wasserpflanzenreiche Tümpel. Man hat Togian-Hirscheber darüber hinaus auf landwirtschaftlichen Anbauflächen, an Dorfrändern, in Sekundärwäldern und an Stränden beobachtet. Die Tiere ernähren sich nachweislich von Rhizomen und herabgefallenen Früchten, etwa Pangium edule, Dracontomelon, Mangifera, Artocarpus und Spondias dulcis, aber auch Kakao und Tamarinden. Auch die Kokospalme gehört zu den Nahrungspflanzen, allerdings ist unklar, ob die Tiere die jungen Schösslinge oder die herabgefallenen Früchte verzehren. Über das Fortpflanzungsverhalten ist praktisch nichts bekannt. Es dürfte weitgehend dem des Sulawesi-Hirschebers entsprechen. Zufallsbeobachtungen von Farmern lassen auf Wurfgrößen von etwa 2–3 Jungtieren schließen. Nicht eingehend studiert ist auch das übrige Sozialverhalten. Nach Aussagen der örtlichen Bevölkerung scheinen die Tiere einzeln, paarweise oder in Kleingruppen aus einem Männchen und wenigen Weibchen umherzustreifen. Dazu kommen in der Regel auch jeweils mehrere Jungtiere. Die meisten Beobachtungen werden in den Morgenstunden gemacht.

## Systematik
Der Togian-Hirscheber wurde ursprünglich als Unterart von Babyrousa bayrussa beschrieben. Diese Art, die ursprünglich alle Hirscheber umfasste, wurde später in mehrere Arten aufgeteilt, darunter der Togian-Hirscheber.

## Bedrohung und Schutz
Aufgrund des sehr kleinen Verbreitungsgebietes von unter 5.000 Quadratkilometern und der niedrigen, abnehmenden Bestandszahlen wird die Art von der IUCN als stark gefährdet (Endangered) eingestuft. Die Gesamtpopulation liegt groben Schätzungen zufolge vermutlich bei 500 bis 1000 Tieren. Zudem sind die Lebensräume stark fragmentiert, so dass keine Teilpopulation mehr als 250 adulte Tiere umfassen dürfte. Die stärkste Bedrohung geht von der Umwandlung der Wälder in Anbauflächen aus. Auch werden die Tiere verfolgt, wenn sie Nutzpflanzen fressen und schädigen. Eine weitere Bedrohung sind Hunde, die Jagd auf die Hirscheber machen. Zur Fleischgewinnung werden die Tiere dagegen nur selten erlegt, da die Mehrheit der Bewohner muslimisch ist und Schweinefleisch zum Verzehr ablehnt. Der Togian-Hirscheber ist in seiner Heimat geschützt, zudem sind die Togianinseln durch einen Meeres-Nationalpark geschützt, der 336.773 ha Meeresfläche und 25.832 ha Landfläche umfasst.

## Belege
1. 1 2 3 4  E. Meijaard, J. P. d’Huart, W. L. R. Oliver: Babirusa. (Babyrousa) In: D. E. Wilson, R. A. Mittermeier (Hrsg.): Handbook of the Mammals of the World. Vol. 2: Hoofed Mammals. 2011, ISBN 978-84-96553-77-4, S. 274–276.
2. ↑  Babyrousa togeanensis in der Roten Liste gefährdeter Arten der IUCN 2011.2. Eingestellt von: A.A. Macdonald, J. Burton, K. Leus, 2008. Abgerufen am 4. November 2012.